# 대니엘 브래드버리
대니엘 브래드버리(Danielle Bradbery, 1996년 7월 23일 ~ )는 미국의 싱어송라이터이다. 더 보이스 시즌 4 우승자이다. 시즌 8에서 소여 프레드릭스(Sawyer Fredericks)가 등장하기 전까지 최연소 참가자였다.